# Kim Il
Kim Il-ong (25 luglio 1971) è un ex lottatore nordcoreano, specialista della lotta libera.
Ha vinto due medaglie d'oro olimpiche alle Olimpiadi estive di Barcellona 1992 e Atlanta 1996 nella categoria dei pesi minimosca (fino a 48 kg). Ha vinto la medaglia d'argento ai Campionati mondiali del 1991. Ha vinto, inoltre, i Campionati asiatici nella stessa categoria nel 1992, 1993 e 1996.
Nel 2006 è stato inserito nella Hall of Fame della Federazione internazionale di Lotta.